# Honda CB 650 SC
La CB 650 SC, facente parte della serie Nighthawk unitamente ai modelli di diversa cilindrata, è una motocicletta stradale della casa motociclistica giapponese Honda in produzione dal 1982.

## Caratteristiche
Il motore è un quattro cilindri superquadro frontemarcia raffreddato ad aria e olio, con distribuzione a sedici valvole e punterie idrauliche. Esso eroga 54 Kw a 10.000 giri al minuto. Il cambio è a sei rapporti, la trasmissione è cardanica, mentre l'alimentazione è affidata a quattro carburatori Mikuni.
Il sistema di frenata è composto da due freni a disco di 276 mm di diametro all'anteriore e un freno a tamburo al posteriore. Le sospensioni sono costituite anteriormente da una forcella oleopneumatica con dispositivo antiaffondamento, mentre posteriormente da due ammortizzatori regolabili nel precarico.
La Nighthawk ha il faro anteriore e il quadro strumenti rettangolare pienamente in contrasto con la linea molto bombata, stile che per i tempi in cui fu commercializzata era alquanto futuristico.